# Lista orașelor din Namibia
Aceasta pagină conține o listă a orașelor din Namibia. 

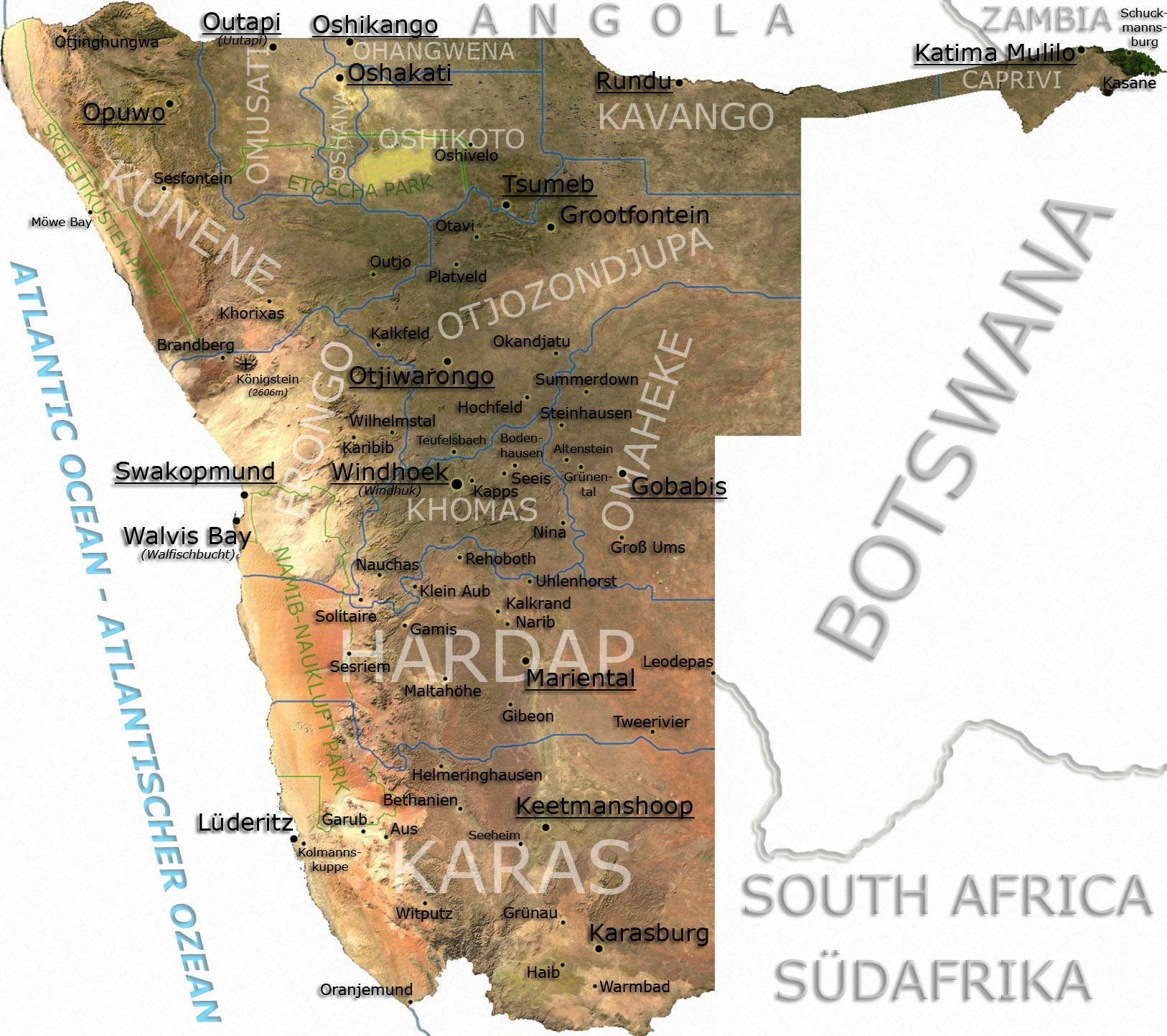
Namibia

A - N
- Altenstein
- Aus
- Bethanie
- Bodenhausen
- Brandberg
- Fransfontein
- Gobabis
- Grootfontein
- Groß Ums
- Grünau
- Grünental
- Helmeringhausen
- Hentie's Bay
- Hochfeld
- Karibib
- Kamanjab
- Kalkfeld
- Kalkrand
- Kapps
- Karasburg
- Katima Mulilo
- Keetmanshoop
- Khorixas
- Klein Aub
- Kombat
- Lüderitz
- Maltahöhe
- Mariental
- Möwe Bay
- Noordoewer

O - Z
- Okahandja
- Okonjima
- Omaruru
- Ondangwa
- Opuwo
- Oranjemund
- Oshakati
- Oshikango
- Oshivelo
- Otavi
- Otjiwarongo
- Outjo
- Rehoboth
- Rosh Pinah
- Ruacana
- Rundu
- Sandwich Harbour
- Schuckmannsburg
- Seeheim
- Seeis
- Sesfontein
- Sesriem Sossusviel
- Solitaire
- Steinhausen
- Swakopmund
- Teufelsbach
- Trekkopje
- Tsumeb
- Uhlenhorst
- Uis
- Usakos
- Uutapi
- Vyf Rand
- Walvis Bay
- Warmbad
- Wilhemstal
- Windhoek
- Witputz